# جاغران براكاشان
جاغران براكاشان وهي دار نشر هندية مدرجة في بورصة بومباي والبورصة الوطنية  تعمل الشركة في طباعة ونشر الصحف والمجلات والمجلات ووسائل الإعلام الأخرى. من بين اهتمامات الشركة الأخرى الإعلانات الخارجية وإدارة الفعاليات وخدمات التنشيط والأعمال التجارية عبر الإنترنت.

## التاريخ
في 18 يوليو تأسست شركة جاغران براكاشان بموجب قانون الشركات باسم "جاغران براكاشان الخاصة المحدودة" ، وبالتالي أصبحت شركة عامة محدودة بموجب المادة 43A من قانون الشركات. في عام 2000 ، عند تعديل القسم 43 أ من قانون الشركات ، اختارت الشركة الاحتفاظ بوضعها كشركة عامة محدودة وفقًا لقرار المساهمين الصادر في 31 أغسطس 2000. في عام 2004 ، تم تحويل الشركة مرة أخرى إلى شركة خاصة محدودة وفقًا الشروط المنصوص عليها في اتفاقية المساهمين الأصلية وعملاً بقرار المساهمين الصادر في 28 سبتمبر 2004. علاوة على ذلك ، في 23 نوفمبر 2005. تم تحويل الشركة إلى شركة عامة محدودة في ضوء الإصدار بموجب قرار المساهمين الصادر في 18 نوفمبر 2005 .

## راديو سيتي
راديو سيتي هو أكبر شبكة راديو في الهند وتتألف من 79 محطة تشغيلية. في عام 2019 ، بموجب اتفاقية منح الإذن لوزارة الإعلام والإذاعة ، تم الحصول على 40 محطة ، كما تقوم راديو ستي بتشغيل 39 محطة أخرى. نظرًا لوجود راديو سيتي في مدن أخرى ، لم تتمكن شبكة الراديو من شراء المحطات.